# Kenji Koyama
Kenji Koyama (小山 健二 Koyama Kenji?, nacido el 5 de septiembre de 1972 en Hiroshima) es un exfutbolista japonés. Jugaba de guardameta y su último club fue el Yokohama FC de Japón.

## Trayectoria

### Clubes
| Club         | País  | Año         |
| ------------ | ----- | ----------- |
| Oita Trinita | Japón | 1995 - 2003 |
| Yokohama FC  | Japón | 2004 - 2009 |

## Palmarés

### Títulos nacionales
| Título    | Club         | País  | Año  |
| --------- | ------------ | ----- | ---- |
| J2 League | Oita Trinita | Japón | 2002 |
| J2 League | Yokohama FC  | Japón | 2006 |